# Phil Charnock
Philip Anthony Charnock, più conosciuto con il diminutivo Phil Charnock (Southport, 14 febbraio 1975) è un ex calciatore inglese, di ruolo centrocampista.

## Carriera
Esordisce tra i professionisti all'età di 17 anni e 7 mesi in una partita della Coppa delle Coppe 1992-1993 giocata il 16 settembre 1992 tra il suo Liverpool ed i ciprioti dell'Apollōn Limassol, diventando il più giovane giocatore nella storia dei Reds ad aver giocato una partita nelle competizioni UEFA per club. Rimane poi aggregato alla prima squadra fino alla stagione 1995-1996, giocando però di fatto solamente un'altra partita ufficiale in quasi quattro stagioni (precisamente una partita di Coppa di Lega nella stagione 1992-1993 pareggiata per 4-4 contro il Chesterfield). Nella parte finale della stagione 1995-1996 gioca poi in prestito al Blackpool, con cui disputa 6 incontri nella terza divisione inglese.
Nell'estate del 1996 passa in prestito al Crewe Alexandra, club di terza divisione, che nel dicembre dello stesso anno lo preleva a titolo definitivo dal Liverpool; con una rete in 32 presenze (a cui aggiunge una presenza nella vittoriosa finale dei play-off) contribuisce alla promozione in seconda divisione dei Railwaymen, con cui in seguito gioca per cinque campionati consecutivi in questa categoria, per un bilancio totale di 135 presenze e 7 reti. Lascia il club al termine della stagione 2001-2002 dopo 184 presenze e 8 reti in partite ufficiali, per accasarsi in terza divisione al Port Vale; a stagione in corso si trasferisce poi al Bury, in quarta divisione. Dal 2003 al 2006 gioca nella prima divisione nordirlandese, prima per due stagioni al Linfield (con cui vince anche un campionato, saltando però completamente la seconda stagione a causa di un grave infortunio) e poi per una stagione nel Ballymena Utd, dove continua ad essere afflitto da problemi fisici di varia natura che ne limitano pesantemente l'impiego (totalizza infatti solamente 9 presenze). Torna quindi in Inghilterra, dove gioca per un biennio a livello semiprofessionistico per poi ritirarsi definitivamente nel corso della stagione 2008-2009, all'età di 33 anni.

## Palmarès

### Club

#### Competizioni nazionali
- Campionato nordirlandese: 1

Linfield: 2003-2004
- Northern Premier League Challenge Cup: 1

Fleetwood Town: 2006-2007